# Juan Presta
Juan Salvador G. Presta (fl. XX secolo) è stato un calciatore argentino, di ruolo difensore.

## Caratteristiche tecniche
Giocava come difensore destro.

## Carriera

### Club
Presta giocò per il Porteño dal 1920 al 1923, partecipando alla Copa Campeonato. Nel 1926 figurava nella rosa di due società, grazie al regolamento delle due federazioni allora esistenti che permetteva di militare in due campionati allo stesso tempo. Disputò la Copa Campeonato 1926 con il Banfield (12 presenze, 0 gol) e la Primera División 1926 con il Progresista (7 presenze, 0 gol). Con la riunificazione delle federazioni Presta partecipò alla Primera División 1927 con il Banfield, assommando 30 presenze; segnò anche 3 reti. Nella Primera División 1928 giocò 26 partite, segnando 4 gol, di cui 3 su calcio di rigore.

### Nazionale
Bearzotti debuttò il Nazionale argentina il 18 luglio 1920, nell'incontro tra Argentina e Uruguay valido per il Gran Premio de Honor Uruguayo. Nello stesso anno partecipò al Campeonato Sudamericano, nel quale esordì il 25 settembre contro il Brasile a Valparaíso, giocando da centromediano. Prese poi parte al Sudamericano 1921 a Buenos Aires: debuttò il 16 ottobre contro il Paraguay all'Estadio Iriarte y Luzuriaga. In seguito giocò due gare di Copa Rosa Chevallier Boutell e una di Copa Confraternidad, raggiungendo un totale di 8 presenze in Nazionale.

## Statistiche

### Cronologia presenze e reti in Nazionale
| Cronologia completa delle presenze e delle reti in nazionale ― Argentina | Cronologia completa delle presenze e delle reti in nazionale ― Argentina | Cronologia completa delle presenze e delle reti in nazionale ― Argentina | Cronologia completa delle presenze e delle reti in nazionale ― Argentina | Cronologia completa delle presenze e delle reti in nazionale ― Argentina | Cronologia completa delle presenze e delle reti in nazionale ― Argentina | Cronologia completa delle presenze e delle reti in nazionale ― Argentina | Cronologia completa delle presenze e delle reti in nazionale ― Argentina |
| Data                                                                     | Città                                                                    | In casa                                                                  | Risultato                                                                | Ospiti                                                                   | Competizione                                                             | Reti                                                                     | Note                                                                     |
| ------------------------------------------------------------------------ | ------------------------------------------------------------------------ | ------------------------------------------------------------------------ | ------------------------------------------------------------------------ | ------------------------------------------------------------------------ | ------------------------------------------------------------------------ | ------------------------------------------------------------------------ | ------------------------------------------------------------------------ |
| 18/07/1920                                                               | Montevideo                                                               | Uruguay                                                                  | 2 – 0                                                                    | Argentina                                                                | Gran Premio de Honor Uruguayo                                            | 0                                                                        |                                                                          |
| 25/07/1920                                                               | Buenos Aires                                                             | Argentina                                                                | 1 – 3                                                                    | Uruguay                                                                  | Copa Newton                                                              | 0                                                                        |                                                                          |
| 25/09/1920                                                               | Valparaíso                                                               | Argentina                                                                | 2 – 0                                                                    | Brasile                                                                  | Campeonato Sudamericano de Football                                      | 0                                                                        |                                                                          |
| 16/10/1921                                                               | Buenos Aires                                                             | Argentina                                                                | 3 – 0                                                                    | Paraguay                                                                 | Campeonato Sudamericano de Football                                      | 0                                                                        |                                                                          |
| 22/01/1922                                                               | Buenos Aires                                                             | Argentina                                                                | 1 – 3                                                                    | Uruguay                                                                  | Amichevole                                                               | 0                                                                        |                                                                          |
| 20/05/1923                                                               | Buenos Aires                                                             | Argentina                                                                | 1 – 2                                                                    | Paraguay                                                                 | Copa Rosa Chevallier Boutell                                             | 0                                                                        |                                                                          |
| 25/05/1923                                                               | Buenos Aires                                                             | Argentina                                                                | 1 – 0                                                                    | Paraguay                                                                 | Copa Rosa Chevallier Boutell                                             | 0                                                                        |                                                                          |
| 03/12/1923                                                               | Buenos Aires                                                             | Argentina                                                                | 6 – 0                                                                    | Cile                                                                     | Copa Confraternidad                                                      | 0                                                                        |                                                                          |
| Totale                                                                   |                                                                          | Presenze                                                                 | 8                                                                        |                                                                          | Reti                                                                     | 0                                                                        |                                                                          |

## Palmarès

### Nazionale
- Campeonato Sudamericano de Football: 1

Argentina 1921